# Rue Fromentel
La rue Fromentel est une ancienne rue de Paris, aujourd'hui disparue, qui était située dans le quartier Saint-Jacques. La rue disparait dans les années 1850 dans le cadre des transformations de Paris sous le Second Empire.
Ne pas confondre avec rue Froidmanteau.

## Situation
Cette rue commençait rue Chartière et rue Saint-Jean-de-Latran pour finir rue du Cimetière-Saint-Benoist, située dans son prolongement. Elle était située dans l'ancien 12e arrondissement,.
Les numéros de la rue étaient noirs. Il n'y avait pas de numéros impairs et le dernier numéro pair était le no 6.

## Origine du nom
L'étymologie est inconnue.

## Historique
En 1243 et 1250, elle était nommée « vicus Frigidum Mantellum », « rue Froid-Manteau » ; en 1300, « rue Fresmantel » ; en 1313, « rue Fretmantel » et, par la suite, « rue Fresmantel », « rue Froitmantel » et « rue Fromentel ».
Elle est citée dans Le Dit des rues de Paris, de Guillot de Paris, sous la forme « rue Fresmantel ». Sur le plan de Gomboust et sur le plan de Pierre Bullet, l'actuelle rue de Lanneau est également dénommée « rue Fromentel ».
La « rue Froimentel » faisait partie des rues où la prostitution était légale sous Saint-Louis ».
Elle est citée sous le nom de « rue Fromentel » dans un manuscrit de 1636.
En 1814, une ordonnance royale autorise la ville de Paris à ouvrir une rue rectiligne de 7 m de large à l'emplacement de la rue du Cimetière-Saint-Benoist et de la rue Fromentel. Ce projet n'est pas exécuté.
En 1855, un décret ordonne la suppression de la rue Fromentel.

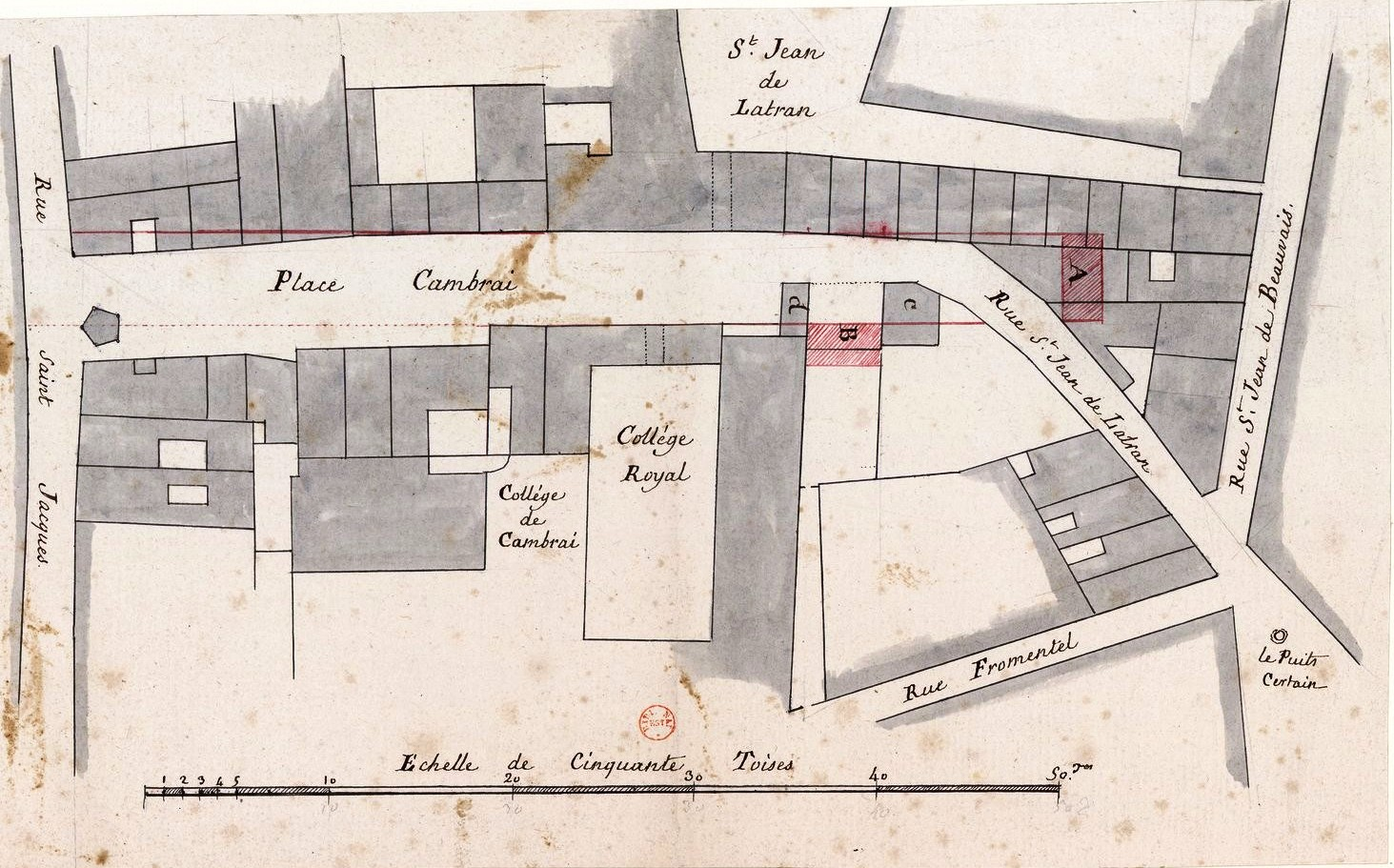
Plan du quartier du collège royal et du collège de Cambrai au XVIIIe siècle.
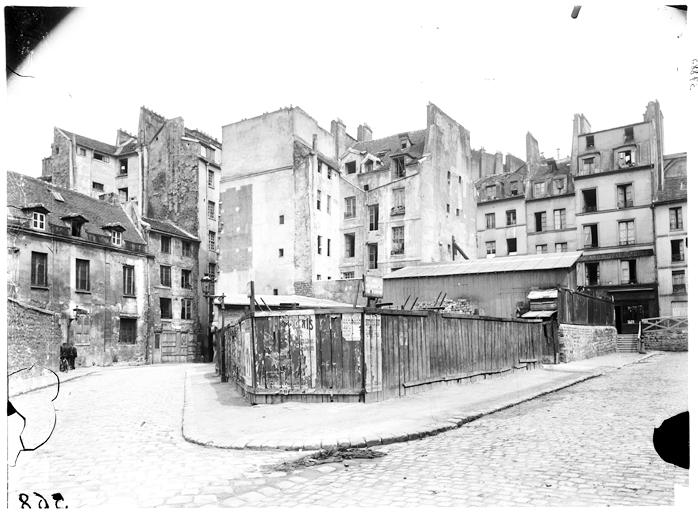
Démolition de la rue.